# Delbáeth
Delbáeth, dans la mythologie celtique irlandaise, est un mythique ard ri Érenn (roi suprême d’Irlande). Il est le fils d’Ogme, le dieu de la magie guerrière, troisième dans la hiérarchie des Tuatha Dé Danann et de Ethniu, fille de Balor, le chef des Fomoires et de Cethlenn.
Il règne sur l’Irlande en succédant à son grand-père Eochaid Ollathair qui n’est autre qu’une incarnation du Dagda, le dieu-druide. Avec Ernmas, il a engendré la triade divine composée des trois déesses Ériu, Banba et Fódla. Dans le Lebor Gabála Érenn, on le donne pour père de Brian, Iuchar and Iucharba et il est assimilé à Tuireann.
Dans la liste des rois suprêmes d'Irlande, Delbáeth succède à Eochaid Ollathair et précède Fiachna.